# Mjölig knopplav
Mjölig knopplav (Biatora chrysantha) är en lavart som först beskrevs av Alexander Zahlbruckner, och fick sitt nu gällande namn av Printzen. Mjölig knopplav ingår i släktet Biatora och familjen Ramalinaceae.  Arten är reproducerande i Sverige. Inga underarter finns listade i Catalogue of Life.